# 10480 Jennyblue
10480 Jennyblue eller 1982 JB2 är en asteroid i huvudbältet som upptäcktes 15 maj 1982 av Palomar-observatoriet. Den är uppkallad efter Jennifer S. Blue.
Asteroiden har en diameter på ungefär 3 kilometer.